# Парфений (Иванов)
Митрополит Парфений (в миру Петър Попстефанов Иванов или Попов; 12 февраля 1845, село Вайсал, Восточная Фракия — 20 июня 1918, София) — епископ Болгарской православной церкви, митрополит Софийский.

## Биография
Родился 12 февраля 1845 года в семье священника. Начальное образование получил в родном селе; среднее — в греческом училище в Одрине.
В 1858 году стал учителем в родном селе, а в 1859 году — учителем в селе в селе Голям Боялык (ныне Ямбольская область).
Вскоре вместе с одним монахом, который посетил село, отправился в Иерусалим, где продолжил обучение в Богословской школе Святого Креста.
После окончания Богословской школы в 1862 году отправляется в Дамаск, где был назначен главным писарем тамошнего патриаршего наместника.
В 1867 году пострижен в монашество с именем Парфений и рукоположён в сан диакона митрополитом Лаодикийским Милетием, а в 1869 году назначен вторым диаконом при Патриархе Антиохийском Иерофее.
В 1870 году уехал в Одрин и поступил на служба при тамошнем греческом митрополите, который вскоре рукоположил его в сан иеромонаха и возвёл в сан архимандрита и назначил архиерейским наместником (благочинным) в Свиленграде.
После провозглашения Болгарского экзархата в 1872 году оставил Свиленград и присоединился к новой юрисдикции. Назначен служить в Лозенград.
В 1873 году в болгарской Церкви святого Стефана в Константинополе рукоположён во епископа с титулом Величский.
После освобождения Болгарии, с 1882 по 1886 год был ректором Петропавловской духовной семинарии.
С 1886 года временно управлял Пловдивской и Ловчанской епархиями.
26 января 1892 года избран митрополитом Софийским, после чего становится членом и наместником-председателем Священного Синода.
Как правящий архиерей Софийской епархии требовал высокого уровня просвещенности от своих священников и являлся инициатором строительства и возрождения многих храмов и часовен.
Стал известен своей большей щедростью, а также как создатель и организатор ряда благотворительных организаций в диоцеза епархии, с помощью которых помогал нуждающимся.
Оказывал помощь революционеру Ивану Стефанову и, косвенно, Македоно-Одринским революционерам.
Член Священного Синода с конца 1900 до 1904 года и с 1909 година до смерти. С 1915 года, по смерти екзарха Иосифа I, стал по старшинству наместником-председателем Священного Синода.
Скончался 20 июня 1918 года в Софии. Погребён в храме святой Недели.